# دوبیسواویتسه (استان اشوی‌داشکسیه)
دوبیسواویتسه (به لهستانی: Dobiesławice) یک منطقهٔ مسکونی در لهستان است که در گمینا بیستسه واقع شده‌است.